# Dominique Rodgers-Cromartie
Pour les articles homonymes, voir Cromartie et DRC.
(en) Statistiques sur pro-football-reference
Dominique Rodgers-Cromartie, né le 7 avril 1986 à Bradenton en Floride, est un joueur américain de football américain évoluant au poste de cornerback.
Il a étudié à l'université d'État du Tennessee.
Il est drafté en 2008 à la 16e place (premier tour) par les Cardinals de l'Arizona. D'abord situé en retrait des titulaires Roderick Hood et Eric Green, il parvient rapidement à s'imposer et gagner en temps de jeu, obtenant une place de titulaire. Il est sélectionné au Pro Bowl en 2009.
En 2011, il rejoint les Eagles de Philadelphie dans le cadre d'un échange avec le quarterback Kevin Kolb.
En 2013, il signe avec les Broncos de Denver un contrat d'une année.
Le 17 mars 2014, il signe avec les Giants de New York.
Il est le cousin d'Antonio Cromartie.